# 4 Andromedae
4 Andromedae (4 And), som är stjärnans Flamsteedbeteckning, är en ensam stjärna belägen i den nordvästra delen av stjärnbilden Andromeda. Den har en skenbar magnitud på ca 5,31 och är svagt synlig för blotta ögat där ljusföroreningar ej förekommer. Baserat på parallaxmätning inom Hipparcosuppdraget på ca 9,7 mas, beräknas den befinna sig på ett avstånd på ca 337 ljusår (ca 103 parsek) från solen. Stjärnan rör sig närmare solen med en heliocentrisk radiell hastighet av −11 km/s.

## Egenskaper
4 Andromedae är en orange till gul jättestjärna av spektralklass K5 III, som har förbrukat förrådet av väte i dess kärna och utvecklats bort från huvudserien. Den har en massa som är ca 60 procent  större än solens massa, en radie som är ca 26 gånger större än solens och utsänder ca 170 gånger mera energi än solen från dess fotosfär vid en effektiv temperatur på ca 4 300 K.
4 Andromedae har en visuell följeslagare av magnitud 11,7, som 2002 hade en vinkelseparation av 51,10 bågsekunder från 4 Andromedae vid en positionsvinkel på 348°.